# Fundación Princesa de Girona
La Fundación Princesa de Girona (FPdGi) se creó en 2009 por entes mercantiles y financieros catalanes con el patronazgo del entonces príncipe, Felipe de Borbón y Grecia, con el nombre de Fundación Príncipe de Girona. Tiene como objetivo la promoción juvenil en lo profesional, lo vocacional y lo formativo mediante becas, premios y proyectos. La actual princesa de Gerona y presidenta de honor de la fundación es la princesa Leonor de Borbón.

## Estructura

### Fundación
El 11 de marzo de 2009 se reunieron para fundar este ente el entonces príncipe, el presidente de la Cámara de Comercio de Gerona, el presidente de la Caja de Ahorros de Gerona, el presidente de la Fundación Gala-Salvador Dalí y un representante de la Caja de Ahorros y Pensiones de Barcelona. Esta fundación tendría su ámbito de actuación tanto en Cataluña como en el resto de España. En junio de 2009 se constituyó oficialmente, teniendo al príncipe como presidente honorario, a Antoni Esteve como presidente y a Arcadi Calzada (presidente de la Caja de Gerona) como director.

### Actualidad
Actualmente la presidenta honoraria es la princesa y el vicepresidente honorario es el presidente de la Generalidad de Cataluña. En la actualidad se han sumado unas 90 organizaciones privadas. La fundación está regida por un patronato presidido por Francisco Belil Creixell. Cada miembro del patronato suele ser un representante de una fundación o empresa que apoya las labores de la organización.

## Galería
|                                                               |
| Fórum IMPULSA en el 2012, evento organizado por la fundación. |

|                                                                                                 |
| La Reina Letizia en la entrega de premios de la Fundación Princesa de Girona en Toledo en 2021. |